# یوسف کاسپی
یوسف بن ابا ماری بن یوسف بن یعقوب کاسپی یا به اختصار یوسف کاسپی فیلسوف، زبان‌شناس و دانشمند علوم دینی یهود بود.
او در سال ۱۲۷۹ میلادی در لارژانتیه زاده شد. او سفرهای بسیاری داشته‌است: به آرل، تاراسکون، آراگون، کاتالونیا، مایورکا، مصر و شهر فاس در شمال آفریقا(مراکش کنونی). از بین سه فرزند او، پسر بزرگ‌ترش به نام ابا ماری در بارسلونا ساکن شد، پسر کوچک‌تر او، سلیمان، در تاراسکون زیست و دخترش در پرپینیان زندگی نمود.
کاسپی سی اثر تألیف کرد، که بیشتر شامل شرح‌هایی بر تورات، دلاله‌الحایرین موسی بن میمون و رازهای تفاسیر ابن‌عزرا می‌شود. گذشته از این تعدادی پژوهش نیز در دستور زبان عبری نگاشته‌است.